# Турач ефіопський
Тура́ч ефіопський (Pternistis castaneicollis) — вид куроподібних птахів родини фазанових (Phasianidae). Мешкає в Ефіопії і Сомалі. Меганський турач раніше вважався конспецифічним з ефіопським турачем, однак був визнаний окремим видом.

## Опис

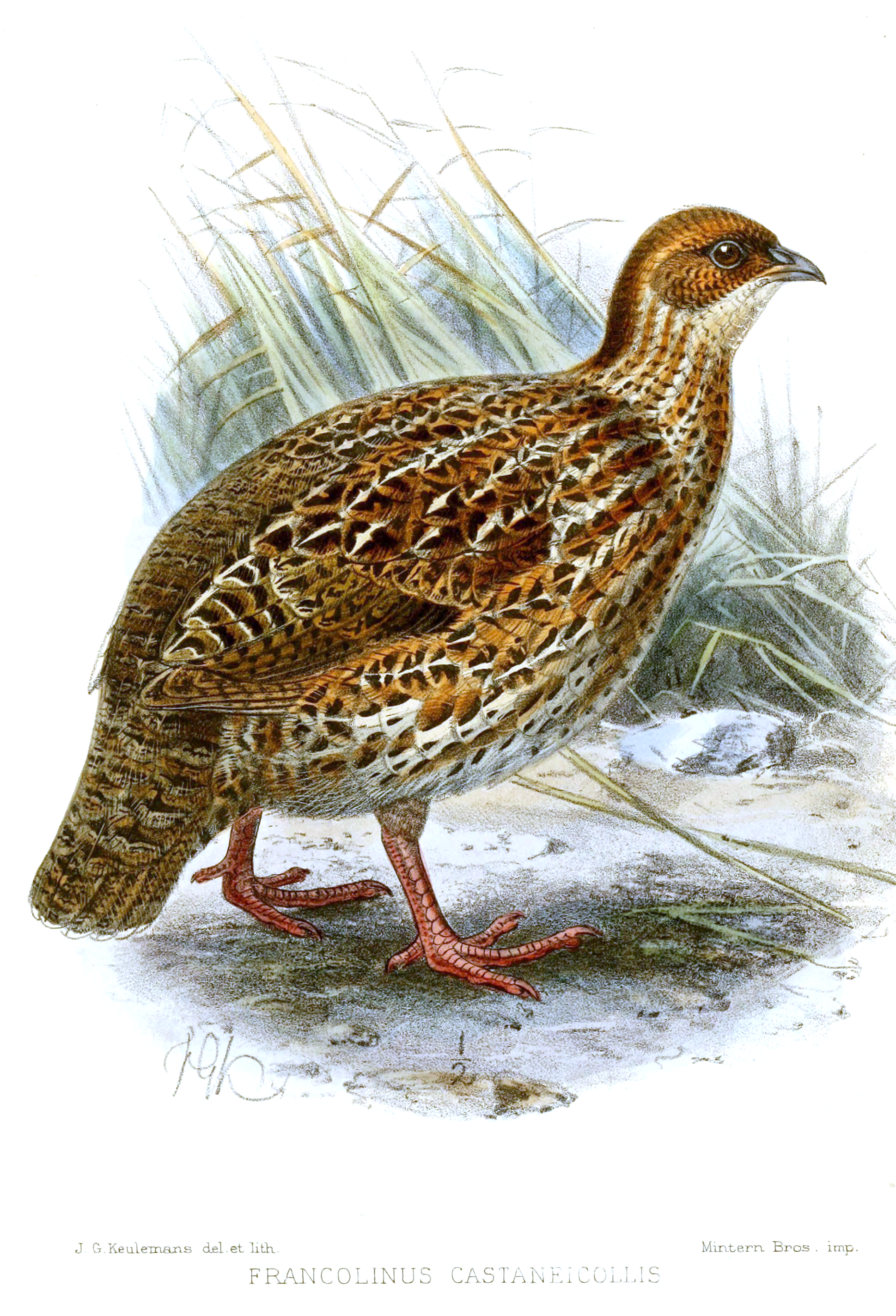
Ефіопський турач

Довжина птаха становить 33-37 см, вага 550–1200 г. Самиці є дещо меншими за самців. Лоб, обличчя і "брови" над очима чорнуваті, решта голови рудувато-коричнева, горло біле, поцятковане сірими плямами. Шия і верхня частина грудей рудуваті, сильно поцятковані темно-сірими плямками. Нижня частина грудей і боки поцятковані чорнувато-сірими смужками, пера на них мають коричневі края. Живіт білуватий. Верня частина тіла переважно тьмяно-коричнево-сіра. Спина і покривні пера крил, на відміну від надхвістя, сильно поцятковані білими і чорними лускоподібними плямами, пера на них мають широкі коричневі края. Махові пера сірувато-коричневі. Очі карі, дзьоб червоний, лапи рожевувато-червоні. У самців на лапах дві шпори. Молоді птахи мають менш яскраве забарвлення, надхвістя і покривні пера хвоста і них сірі, поцятковані смужками, дзьоб менш яскравий.

## Поширення і екологія
Ефіопські турачі поширені від північно-західного Сомалі до басейну річки Омо на південному заході Ефіопії. Вони живуть в густих чагарникових заростях на галявинах вічнозелених гірських тропічних лісів та на узліссях, зокрема в заростях Hagenia, Hypericum, Kniphofia і Lobelia, на пустищах і високогірних луках Ефіопського нагір'я. В Ефіопії зустрічаються на висоті від 1200 до 4000 м над рівнем моря, переважно на висоті від 3100 до 3500 м над рівнем моря, в Сомалі у високогірних ялівцевих лісах на висоті від 1200 до 2250 м над рівнем моря. Ефіопські турачі живляться наснням і комахами, зокрема термітами. В Ефіопії сезон розмноження триває з жовтня по березень, в Сомалі у травні і грудні.